# 彩吹真央
彩吹 真央（あやぶき まお、6月9日 - ）は、日本の女優・歌手。元宝塚歌劇団雪組2番手スター。
大阪府東大阪市、四條畷学園出身。身長169cm。血液型O型。愛称は「ゆみこ」。
所属事務所はグランアーツ。

## 来歴
1992年、宝塚音楽学校入学。
1994年、宝塚歌劇団に80期生として入団。入団時の成績は4番。花組公演「ブラック・ジャック／火の鳥」で初舞台。
1995年、組まわりを経て雪組に配属。
1998年10月1日付で花組へと組替え。
2000年の「源氏物語 あさきゆめみし」で新人公演初主演。光源氏を演じる。同年の「ルートヴィヒII世」で2度目の新人公演主演。
2002年の「月の燈影」（バウホール・日本青年館公演）で、蘭寿とむとバウホール・東上公演ダブル主演。
2004年の「NAKED CITY」（バウホール・日本青年館公演）で、バウホール・東上公演単独初主演。
2006年12月2日付で古巣の雪組へと組替え。
2007年、世界陸上大阪大会にあわせて結成されたユニット・AQUA5のメンバーに選出される。同年、雪組2番手として「シルバー・ローズ・クロニクル」（ドラマシティ・日本青年館公演）で、2度目の東上公演単独主演。
2010年4月25日、「ソルフェリーノの夜明け／Carnevale」東京公演千秋楽をもって、宝塚歌劇団を退団。退団公演では2番手としては異例となるサヨナラショーが行われた。
退団後は舞台を中心に活動を続けている。

## 宝塚歌劇団時代の主な舞台

### 初舞台
- 1994年3 - 5月、花組『ブラック・ジャック 危険な賭け』『火の鳥』（宝塚大劇場のみ）

### 組まわり
- 1994年6 - 11月、月組『エールの残照』『TAKARAZUKA・オーレ!』

### 雪組時代
- 1995年1月、『アリア 夢唄』（ドラマシティ）
- 1995年3月、『雪之丞変化』『サジタリウス』（東京宝塚劇場のみ）
- 1995年5 - 8月、『JFK』『バロック千一夜』
- 1995年9 - 10月、『大上海』（バウホール） - 宋
- 1995年11 - 12月、『あかねさす紫の花』 - 新人公演：葛城稚犬養連網田（本役：楓沙樹）『マ・ベル・エトワール』（宝塚大劇場のみ）
- 1996年2 - 3月、『エリザベート』（宝塚大劇場） - 黒天使、新人公演：シュテファン・カロリィ（本役：高倉京）[2][9][3]
- 1996年4 - 5月、『アリスの招待状』（バウホール）
- 1996年6月、『エリザベート』（東京宝塚劇場） - 黒天使、新人公演：エルマー・バチャニー（本役：高倉京）[9][3]
- 1996年8 - 9月、『虹のナターシャ』『La Jeunesse!』（宝塚大劇場）
- 1996年10 - 11月、『アナジ』（日本青年館のみ）
- 1996年12月、『虹のナターシャ』『La Jeunesse!』（東京宝塚劇場）
- 1997年3 - 5月、『仮面のロマネスク』 - ラヴァル、新人公演：アゾラン（本役：安蘭けい）『ゴールデン・デイズ』（宝塚大劇場）
- 1997年5 - 6月、『嵐が丘』（バウホール） - ゲイル[3]
- 1997年7月、『仮面のロマネスク』 - ラヴァル、新人公演：アゾラン（本役：安蘭けい）『ゴールデン・デイズ』（東京宝塚劇場）
- 1997年9 - 11月、『真夜中のゴースト』 - ドースン、新人公演：スティーブ（本役：汐美真帆）『レ・シェルバン』（宝塚大劇場のみ）
- 1997年12 - 1998年2月、『春櫻賦』 - 板良敷賢忠、新人公演：秋月数馬（本役：香寿たつき）『LET'S JAZZ』（宝塚大劇場）
- 1998年2 - 3月、『ICARUS-追憶の薔薇を求めて-』（バウホール） - ルチアーノ
- 1998年4月、『春櫻賦』 - 板良敷賢忠、新人公演：秋月数馬（本役：香寿たつき）『LET'S JAZZ』（帝国劇場）
- 1998年6月、『心中・恋の大和路』（バウホール） - 庄介
- 1998年8 - 9月、『浅茅が宿』 - 新人公演：時貞（本役：汐風幸）『ラヴィール』（宝塚大劇場のみ）

### 花組時代
- 1998年11月、合同『LAST STEPS』（バウホール）
- 1999年1 - 2月、『夜明けの序曲』（宝塚大劇場） - 新人公演：高浪定二郎（本役：匠ひびき）[9][3]
- 1999年3月、『冬物語』（バウホール） - 秀之助[3]
- 1999年4 - 5月、『夜明けの序曲』（1000days劇場） - 新人公演：高浪定二郎（本役：匠ひびき）[3]
- 1999年6 - 7月、『ロミオとジュリエット'99』（バウホール） - マーキューシオ[9][3]
- 1999年8 - 12月、『タンゴ・アルゼンチーノ』 - 新人公演：カール・フォン・ハートロー（本役：匠ひびき）『ザ・レビュー'99』[9]
- 2000年1 - 2月、『冬物語』（バウホール・日本青年館） - 秀之助
- 2000年4 - 5月、『源氏物語 あさきゆめみし』 - 冷泉帝、代役：明石の上（本役：水夏希）[注釈 1]、新人公演：光源氏（本役：愛華みれ）『ザ・ビューティーズ!』（宝塚大劇場） 新人公演初主演[8][11][5][9][3]
- 2000年7 - 8月、『源氏物語 あさきゆめみし』 - 明石の上、新人公演：光源氏（本役：愛華みれ）『ザ・ビューティーズ!』（1000days劇場）[5][9][3]
- 2000年9月、『トム・ジョーンズの華麗なる冒険』（バウホール・日本青年館） - ドーリング
- 2000年11 - 2001年3月、『ルートヴィヒII世』 - 新人公演：ルートヴィヒII世（本役：愛華みれ）『Asian Sunrise』 新人公演主演[8][3]
- 2001年4 - 5月、『源氏物語 あさきゆめみし』 - 柏木『ザ・ビューティーズ!』（全国ツアー）
- 2001年7 - 11月、『ミケランジェロ』 - アントニオ･フランツェーゼ『VIVA!』
- 2001年12 - 2002年1月、『カナリア』（ドラマシティ・ル テアトル銀座） - ヴァンサン
- 2002年3 - 4月、『琥珀色の雨にぬれて』 - ピエール『Cocktail』（宝塚大劇場）[3]
- 2002年4月、専科・花組『風と共に去りぬ』（日生劇場） - フランク・ケネディ
- 2002年5 - 6月、『琥珀色の雨にぬれて』 - ミッシェル・ドゥ・プレール伯爵『Cocktail』（東京宝塚劇場）
- 2002年8月、『月の燈影（ほかげ）』（バウホール・日本青年館） - 幸蔵 バウ・東上W主演[10][11][5][9][3]
- 2002年10 - 2003年2月、『エリザベート』 - ルドルフ[2][9][3]
- 2003年3 - 4月、『不滅の棘（とげ）』（ドラマシティ・赤坂ACTシアター） - ハンス
- 2003年5 - 9月、『野風の笛』 - 豊臣秀頼『レヴュー誕生』
- 2003年10月、『二都物語』（バウホール・日本青年館） - チャールズ
- 2004年1 - 5月、『天使の季節』 - アベルタン『アプローズ・タカラヅカ!』
- 2004年5 - 6月、『NAKED CITY』（バウホール・日本青年館） - ビリー・フォッグ 東上主演[12][11][5][9][3]
- 2004年8 - 11月、『La Esperanza（ラ・エスペランサ）』 - フアン『TAKARAZUKA舞夢!』 エトワール[9]
- 2004年12 - 2005年1月、『天の鼓-夢幻とこそなりにけれ-』（ドラマシティ・日本青年館） - 帝[3]
- 2005年3 - 7月、『マラケシュ・紅の墓標』 - クリフォード『エンター・ザ・レビュー』[3]
- 2005年8月、『マラケシュ・紅の墓標』 - レオン『エンター・ザ・レビュー』（博多座）
- 2005年11 - 2006年2月、『落陽のパレルモ』 - ヴィットリオ・ファブリッツィオ・ロッシ・ディ・カヴァーレ『ASIAN WINDS!』[3]
- 2006年3 - 4月、『Appartement Cinéma（アパルトマン シネマ）』（ドラマシティ・日本青年館・愛知厚生年金会館） - レオナルド・フォスター（スタン・オコナー）[5]
- 2006年6 - 10月、『ファントム』 - ジェラルド・キャリエール[2][5][9][3]
- 2006年11 - 12月、『うたかたの恋』 - ジャン・サルヴァドル大公『エンター・ザ・レビュー』（全国ツアー）[3]

### 雪組時代
- 2007年2月、『星影の人』 - 土方歳三『Joyful!!II』（中日劇場）
- 2007年5 - 8月、『エリザベート』 - フランツ・ヨーゼフ[2][9]
- 2007年10月、『シルバー・ローズ・クロニクル』（ドラマシティ・日本青年館） - エリオット・ジョーンズ／アラン・ジョーンズ 東上主演[14][2][11][9]
- 2008年1 - 3月、『君を愛してる-Je t'aime-』 - アルガン『ミロワール』
- 2008年5 - 6月、『外伝 ベルサイユのばら-ジェローデル編-』 - フェルゼン『ミロワール』（全国ツアー）
- 2008年8 - 11月、『ソロモンの指輪』『マリポーサの花』 - エスコバル[9]
- 2008年12 - 2009年1月、『カラマーゾフの兄弟』（ドラマシティ・赤坂ACTシアター） - イワン・カラマーゾフ
- 2009年3 - 5月、『風の錦絵』『ZORRO 仮面のメサイア』 - メンドーサ大佐
- 2009年7 - 10月、『ロシアン・ブルー』 - ヘンリー・スペンサー『RIO DE BRAVO!!（リオ デ ブラボー）』
- 2009年11 - 12月、『情熱のバルセロナ』 - ルイス伯爵『RIO DE BRAVO!!』（全国ツアー）
- 2010年2 - 4月、『ソルフェリーノの夜明け』 - ジャン・エクトール『Carnevale（カルネヴァーレ）睡夢（すいむ）』 退団公演[6][2]

### 出演イベント
- 1998年5月、'98TCAスペシャル『タカラジェンヌ!』
- 1998年10月、汐風幸ディナーショー『King』
- 1999年5月、'99TCAスペシャル『ハロー!ワンダフル・タイム』
- 1999年10月、『茂山忠三郎レッスン発表会』
- 2000年5 - 6月、春野寿美礼ディナーショー『SUMIRE2000-メタモルフォーゼス-』
- 2000年9月、TCAスペシャル2000『KING OF REVUE』
- 2001年1月、『花組エンカレッジ・コンサート』
- 2001年6月、TCAスペシャル2001『タカラヅカ夢世紀』
- 2001年8 - 9月、愛華みれディナーショー『Felicita Arcobaleno』[15]
- 2001年8月、『花組-リプライズ-エンカレッジ・コンサート』
- 2002年12月、『吉崎憲治オリジナルコンサート』
- 2003年6月、TCAスペシャル2003『ディア・グランド・シアター』
- 2003年7月、『宝塚巴里祭2003』[16]
- 2004年7月、TCAスペシャル2004『タカラヅカ90』
- 2004年11月、『ベルサイユのばら30』
- 2005年1 - 2月、彩吹真央ディナーショー『Day Dream』 主演[17]
- 2005年4月、TCAスペシャル2005『Beautiful Melody Beautiful Romance』
- 2005年10月、第46回『宝塚舞踊会』
- 2005年12月、『花の道 夢の道 永遠の道』
- 2007年9月、TCAスペシャル2007『アロー!レビュー!』
- 2008年12月、タカラヅカスペシャル2008『La Festa!』
- 2009年1月、彩吹真央ディナーショー『Love Letter』 主演[18]
- 2009年6月、『百年への道』
- 2009年12月、タカラヅカスペシャル2009『WAY TO GLORY』
- 2010年3月、彩吹真央ディナーショー『Thank you』 主演[19]

## 宝塚歌劇団退団後の主な活動

### 舞台
- 2010年7月、『DRAMATICA／ROMANTICA』（シアタークリエ）[20]
- 2010年10月、『Pal Joey - パル・ジョーイ』（青山劇場・シアターBRAVA!）- グラディス[21]
- 2010年12 - 2011年1月、『COCO』（ル テアトル銀座・シアターBRAVA!・兵庫県立芸術文化センター）- ノエル[22]
- 2011年4月、『Underground Parade』（シアタークリエ）- ニコ[23]
- 2011年6月、『DRAMATICA／ROMANTICA W』（ステラボール）[24]
- 2011年7月、『ビクター・ビクトリア』（ル テアトル銀座・森ノ宮ピロティホール）- ノーマ[25]
- 2011年11 - 12月、『ロコへのバラード』（東京グローブ座、サンケイホールブリーゼ、北國新聞赤羽ホール）- マリア[26]
- 2012年1月、『華麗なるミュージカル音楽の世界　ガラコンサート2012』（東京国際フォーラム）[27]
- 2012年1月-2月、『モンティ・パイソンのスパマロット』（赤坂ACTシアター・森ノ宮ピロティホール）- 湖の貴婦人[28]
- 2012年4 - 5月、『道化の瞳』（シアタークリエ・愛知県芸術劇場・金沢歌劇座・サンケイホールブリーゼ）- 宮岸明子/チェリル[29]
- 2012年6 - 7月、『サンセット大通り』（赤坂ACTシアター・シアターBRAVA!）ベティー・シェーファー 役[30]
- 2012年9月、『100歳の少年と12通の手紙』（東京グローブ座）-オスカー/ローズ[31]
- 2012年10月、『DRAMATICA／ROMANTICA V』（シアタークリエ・ドラマシティ・愛知県芸術劇場）[32]
- 2013年1月、『シラノ』（日生劇場）- ロクサーヌ[注釈 2]
- 2013年3月、『ウェディング・シンガー』（シアタークリエ・博多座・岩手県民会館）- ホリー[33]
- 2013年8月、『HYPNAGOGIA』（シアタークリエ）- 夢の中の女[34]
- 2013年8月、『タンブリング vol.4』（赤坂ACTシアター・シアターBRAVA!）- 四季かなで[35]
- 2013年9 - 10月、『ロコへのバラード』（東京グローブ座・サンケイホールブリーゼ）- マリア[36]
- 2013年12 - 2014年1月、『モンテ・クリスト伯』（日生劇場・梅田芸術劇場・愛知県芸術劇場・キャナルシティ劇場）- 女海賊ルイザ[注釈 2]
- 2014年3 - 4月、『ラブ・ネバー・ダイ』（日生劇場）- メグ・ジリー[注釈 3]
- 2014年5月、『ミュージカル・ミーツ・シンフォニー2014』（東京国際フォーラム）[37]
- 2014年6 - 7月、『キャッチ・ミー・イフ・ユー・キャン』（シアタークリエ・愛知県芸術劇場・ドラマシティ）- ポーラ・アバグネイル[38]
- 2014年8 - 9月、『Argentango』（東京芸術劇場・ドラマシティ・名古屋市民会館）[39]
- 2014年10 - 11月、『道化の瞳』（シアタークリエ・サンケイホールブリーゼ）- 宮岸明子／チェリル[40]
- 2015年2月、『∞ユイット』（シアタークリエ）[41]
- 2015年6月、『アドルフに告ぐ』（KAAT神奈川芸術劇場・メディキット県民文化センター・春秋座・刈谷市総合文化センター）- エヴァ・ブラウン[42]
- 2015年8 - 9月、『End of the RAINBOW』（DDD青山クロスシアター・サンケイホールブリーゼ）- ジュディ・ガーランド[43]
- 2015年10月、『いまも輝く昭和のスタンダード・ソングス』(文京シビックホール)[44]
- 2016年1月、『The Sparkling Voice-10人の貴公子たち-』（シアタークリエ）[注釈 4]
- 2016年4 - 5月、『九条丸家の殺人事件』（俳優座劇場・日本特殊陶業市民会館・シアターBRAVA！・イムズホール）- 里田愛[45]
- 2016年6月、『キム・ジョンウク探し〜あなたの初恋探します〜』（よみうり大手町ホール・サンケイホールブリーゼ）- アン・リタ[46]
- 2016年7月、『End of the RAINBOW』（俳優座劇場・サンケイホールブリーゼ・水戸芸術館）- ジュディ・ガーランド[47]
- 2016年10月、『解夏』（六行会ホール）- 朝村陽子[48]
- 2016年11 - 12月、『オフェリアと影の一座』（新潟市民芸術文化会館・東京芸術劇場プレイハウス・阪急中ホール）- 影（王子）[49]
- 2016年12月、『HEROES GRAND ARTS LIVE 2016』（Bunkamuraオーチャードホール）[50]
- 2016年12 - 2017年1月、『エリザベート TAKARAZUKA20周年スペシャル・ガラ・コンサート』（梅田芸術劇場、Bunkamuraオーチャードホール）[51]
- 2017年3月、『That's MUSICAL！ プレミアムコンサート IN 富山』（オーバードホール）[52]
- 2017年3月、『The Sparkling VoiceⅡ-10人の貴公子たち-』（シアタークリエ・サンケイホールブリーゼ）[53]
- 2017年4 - 5月、『リメンバーミー』（俳優座劇場・松下IMPホール・ビレッジホール・都久志会館）- 里田愛[54]
- 2017年7 - 8月、『イヌの仇討』（紀伊國屋サザンシアター・川西町フレンドリープラザ・酒田市民会館）- お吟[55]
- 2017年8 - 9月、『Glorious!』（DDD青山クロスシアター・江東区文化センター・北國新聞赤羽ホール・富山県民会館・サンケイホールブリーゼ・杜のホールはしもと）[56]
- 2017年10月、『シスター』（東京・博品館劇場）- 姉[57]
- 2017年12月、『Pukul〜プクル〜』（日本青年館・ドラマシティ）[注釈 5][58]
- 2018年1月、『TENTH』（シアタークリエ）[59]
- 2018年3月、『一月物語』(よみうり大手町ホール)- 井原真拆[注釈 6][60]
- 2018年5月、『Play a Life』（シーメイトホール・シアター代官山）- 妻[61]
- 2018年5月-6月、『Indigo Tomato』（博品館劇場・サンケイホールブリーゼ）[注釈 7][62]
- 2018年7 - 8月、『あなたの初恋探します』（オルタナティブシアター・大野城まどかぴあ・とよはし芸術劇場PLAT・サンケイホールブリーゼ）- アン・リタ[63]
- 2018年9 - 2019年1月、『マリー・アントワネット』（博多座・帝国劇場・御園座・梅田芸術劇場）ローズ・ベルタン[64]
- 2019年3月、『Red Hot and COLE』（博品館劇場・森ノ宮ピロティホール・富士市文化会館ロゼシアター・アイリス大ホール）- アダ・ブリックトップ/ヘッダ・ホッパー/ベラ・スピワック[65]
- 2019年6月、『SMOKE』（シアターウエスト）- 紅[66]
- 2019年8月、『フリーダ・カーロ-折れた支柱-』（六本木トリコロールシアター）- フリーダ・カーロ[67]
- 2019年10月、『ボクが死んだ日はハレ』（赤坂RED/THEATER）- 会田すみ絵[68]
- 2019年11 - 12月、『Indigo Tomato』（いわき芸術文化交流館アリオス・札幌市教育文化会館・東大阪市文化創造会館・ももちパレスホール・北國新聞赤羽ホール・東京グローブ座）[注釈 7][69]
- 2020年1月、『イヌの仇討』（横浜市泉区民文化センターテアトルフォンテ）- お吟[70]
- 2020年6 - 7月 『プラネタリウムのふたご』（中止）（東海市芸術劇場・日本青年館・COOL JAPAN PARK OSAKA）[71][72]
- 2020年7 - 8月、『SHOW-ISMS』（シアタークリエ）[73]
- 2020年9月、『母と娘をつなぐ言葉－冷蔵庫のうえの人生－』 (兵庫県立芸術文化センター)[74]
- 2020年9月、『VOICARION IX 帝国声歌舞伎 信長の犬』（帝国劇場）- 太田資正[75]
- 2020年9月、『BROADWAY MUSICAL LIVE 2020』（Bunkamuraオーチャードホール）[76]
- 2021年1 - 3月、『マリー・アントワネット』（東急シアターオーブ・梅田芸術劇場）- ローズ・ベルタン[77]
- 2021年2月、『ラヴ・レターズ　LOVE LETTERS』(PARCO劇場)[78]
- 2021年3月、『MUSICAL SHOWBOX』 (俺のGrill東京)[79]
- 2021年4 - 5月、『エリザベート TAKARAZUKA25周年 スペシャル・ガラ・コンサート』（梅田芸術劇場メインホール・東急シアターオーブ）[80]
- 2021年6月、『楽屋-流れ去るものはやがてなつかしき』（博品館劇場）[81]
- 2021年8月、『プリンス・オブ・マーメイド』（スペース・ゼロ）- セイレーン[82]
- 2021年10月、『五番目のサリー〜The Fifth Sally〜』（よみうり大手町ホール）- サリー[83]
- 2021年11月、『Greatest Moment』（梅田芸術劇場・東京国際フォーラム）[84]
- 2021年12月、『20年後のあなたに会いたくて』（東京芸術劇場シアターウエスト）[85]
- 2022年2月、『僕はまだ死んでない』（博品館劇場）青山樹里[86]
- 2022年4月、『FLOWER DRUM SONG』（日本青年館・森ノ宮ピロティホール）- マダム・リャン[87]
- 2022年6 - 7月、『フリーダ・カーロ -折れた支柱-』（シアターウエスト）- フリーダ・カーロ[88]
- 2022年9 - 10月、『シンデレラストーリー』（東海市芸術劇場・キャナルシティ劇場・梅田芸術劇場）- 王妃／ガードルート[89]
- 2022年11月、『イヌの仇討』（紀伊國屋ホール）- お吟[90]
- 2023年2 - 3月、『CLUB SEVEN 20th Anniversary』（シアタークリエ・清水文化会館・ドラマシティ・ウェスタ川越） [91]
- 2023年11月、『Greatest Dream』（梅田芸術劇場）[92]
- 2023年10 - 2024年2月、『チャーリーとチョコレート工場』（帝国劇場・博多座・フェスティバルホール）- ティービー夫人[93]
- 2023年12 - 2024年1月、『The Agent』（よみうりホール・阪急中ホール）[注釈 8][94]
- 2024年5 - 7月、『ロミオ&ジュリエット』（新国立劇場 中劇場 ・刈谷市総合文化センター・梅田芸術劇場） - キャピュレット夫人[95]
- 2024年9 - 10月、『IN THE HEIGHTS イン・ザ・ハイツ』（天王洲 銀河劇場・京都劇場・日本特殊陶業市民会館・大和市文化創造拠点シリウス） - カミラ・ロザリオ[96]
- 2024年11 - 12月、『ABC座星 大金星（BIG VENUS）〜時代（とき）を超えて〜』（TOKYO DOME CITY HALL ・COOL JAPAN PARK OSAKA WWホール・アイプラザ豊橋）[97]
- 2025年3月、朗読劇『忠臣蔵』（よみうり大手町ホール・兵庫県立芸術文化センター）[98]
- 2025年5月、『Play a Life 10周年記念公演』（博品館劇場）[99]
- 2025年6 -7月、『W3 ワンダースリー』（THEATER MILANO-Za・兵庫県立芸術文化センター） - 星兄弟の母[100]
- 2026年3 - 6月、『チャーリーとチョコレート工場』（ウェスタ川越・日生劇場・福岡・大阪） - ティービー夫人[101]

### ライブ・コンサート
- 2011年2・3月、彩吹真央ファーストライブ『Y+9cm』（東京・STB139、大阪・ABCホール）[102]
- 2013年4月、彩吹真央20周年記念コンサート『80 Seasons』（Bunkamuraオーチャードホール・サンケイホールブリーゼ）[103]
- 2015年4月、『The woman Y』（COTTON CLUB）[102]
- 2016年2月、『JUDY GARLAND SONG BOOK』（Bunkamuraシアターコクーン・サンケイホールブリーゼ）[104]
- 2017年11月、『Take the Y Train』（COTTON CLUB）[105]
- 2019年4月、彩吹真央 25th Anniversary Live『Le Printemps -春-』（COTTON CLUB）[106]
- 2020年12月、『小松亮太タンゴ五重奏 with 彩吹真央』（シアター1010）[107]
- 2023年6月、『MAO AYABUKI SONG BOOK 2023』（I’M A SHOW）[108]
- 2024年12月、『小松亮太＆オルケスタ・ティピカ with 彩吹真央』（J:COMホール八王子・豊中市立文化芸術センター）[109][110]
- 2025年7月、『モーリー・イェストン生誕80周年記念コンサート Life's A Joy! Life Goes On!! with 20years of Gratitude from Umeda Arts Theater』（東京国際フォーラム・梅田芸術劇場）[111]

### ラジオドラマ
- FMシアター（NHK-FM）
  - 2020年6月、『とどけ、風の如く』 - ゆう 役[112]
  - 2021年4月、『黄昏ペンライト』 - 佐和子 役[113]

- 青春アドベンチャー（NHK-FM）
  - 2025年4月、『海の綺士団 -Umi no kishidan-』（全15回） - 語り／ルーカスの母／サブル 役[114]

### ライブ配信
- 2020年9-10月、『“atlas” musical collection 〜meets friends〜』（PIA LIVE STREAM）[115]
- 2020年10月、『HEROES Another version vol.2 @Online』（Streaming+）[116]

### イベント
- 2016年10月、四條畷学園創立90周年イベント『彩吹真央コンサート』（四條畷学園総合ホール）[117]
- 2018年3月、第一ホテル創業80周年特別企画『霧矢大夢・彩吹真央 トーク＆ライブ2018』（第一ホテル東京）[118]
- 2024年2・3月、彩吹真央 30th Anniversary Dinner Show『Y Chronicle』（第一ホテル東京・宝塚ホテル）[119]
- 2025年10月、『HEROES〜at Home Live〜』（六本木クラップス）[120]

## 受賞歴
- 2001年、『宝塚歌劇団年度賞』 - 2000年度新人賞[121]
- 2007年、『宝塚歌劇団年度賞』 - 2006年度努力賞[121]